# Torre Bennistra
La Torre Bennistra , detta anche Bennisti, è una torre di difesa costiera che faceva parte del sistema di torri costiere della Sicilia, si trova nella località di Scopello, nei pressi della Riserva naturale dello Zingaro in provincia di Trapani, nel territorio di Castellammare del Golfo.

## Storia
La torre fu edificata nel XVI secolo,  sulle preesistenti fondamenta più antiche, non presenta la tipologia tipica delle torri progettate da Camillo Camilliani, essendo a pianta circolare per circa metri 5,50 di diametro. È' stata integralmente restaurata nel 2015, grazie ad un progetto del III Settore della Città di Castellammare del Golfo finanziato dalla Comunità Europea col programma PO FESR 2007 - 2013, realizzato dall'impresa CELI Energia di Santa Ninfa (TP).

## Torri vicine
Faceva parte del sistema difensivo di avvistamento di navigli saraceni ed era in collegamento visivo con la Torre di Capo Rama e con la Torre Alba di Terrasini ad est. Inoltre con la Torre dell’Usciere presso San Vito Lo Capo, con la Torre di Guidaloca, con la Torre di Scopello, con la Torre dello 'Mpiso,  sul lato ovest del Golfo di Castellammare.